# Charles Emil Lewenhaupt
Charles Emil Lewenhaupt Starszy (ur. 28 marca 1691 w Sztokholmie, zm. 4 sierpnia 1743 tamże) - był szwedzkim generałem. Jego ojcem był szwedzki dowódca hrabia Carl Gustaf Lewenhaupt a matką Amalia Vilhelmina von Köningsmarck. W wieku lat 16, Lewenhaupt wszedł w służbę holenderską i uzyskał rangę kapitana w roku 1709. W 1710 roku przeszedł na służbę szwedzką. Lewenhaupt uzyskał rangę generała-porucznika i uczestniczył w bitwie pod Gadebusch w roku 1712.
W 1722 Lewenhaupt uzyskał stopień generała-majora. Podczas zebrania Riksdagu w roku 1741 działał na rzecz wypowiedzenia wojny Rosji, co zaowocowało wojną z lat 1741-1743.
20 stycznia 1743, Lewenhaupt został skazany na śmierć jako winien niepowodzeniom na froncie. Egzekucję wyznaczono na 20 lipca, a potem przełożono na 30 lipca. Syn Lewenhaupta i kilka stronników zdołało go uwolnić, lecz Lewenhaupt dostał się powtórnie w ręce władz gdy wchodził na statek płynący z Sztokholmu do Gdańska. 4 sierpnia 1743 roku stracono go w Norrtull w Sztokholmie. Jeszcze w lipcu stracony został współpracownik Lewenhaupta i również zwolennik wojny z Rosją gen. Henrik Magnus von Buddenbrock.

## Życie osobiste
W roku 1720 Lewenhaupt poślubił Beatę Cronhielm. Mieli jednego syna. Był nim Charles Emil Lewenhaupt (młodszy) (1721–1796).